# Lundská univerzita
Lundská univerzita (švédsky Lunds universitet, latinsky Universitas Lundensis nebo také  Universitas Gothorum Carolina podle zakladatele, krále Karla XI.) je veřejná univerzita, která sídlí ve městě Lund na jihu Švédska. S více než čtyřiceti tisíci studentů patří k největším skandinávským vysokým školám. Je členem sdružení Universitas 21 a zaujímá 70. místo na žebříčku QS nejkvalitnějších světových univerzit. Byla založena v roce 1666 a navázala na studium generale, které existovalo při Lundské katedrále od roku 1425. Od roku 1852 je škola financována švédským státem. Kampus se nachází v blízkosti městského parku Lundagård, škola má také pobočky v Malmö a Helsingborgu.
Je tvořena osmi fakultami:
- Humanitní a teologická fakulta
- Technologická fakulta
- Umělecká fakulta
- Právnická fakulta
- Lékařská fakulta
- Přírodovědecká fakulta
- Fakulta sociálních věd
- Škola ekonomiky a managementu[2]

K univerzitě patří fakultní nemocnice, univerzitní knihovna, radiologická laboratoř MAX IV nebo astronomická observatoř, provozuje také studentskou rozhlasovou stanici Radio AF 99.1. Heslem univerzity je Ad utrumque, část Vergiliova verše Ad utrumque paratus (Připraveni na oboje), což vyjadřuje, že studenti jsou odhodláni ke vzdělávání i k obraně vlasti: na univerzitní pečeti je vyobrazen lev držící knihu v jedné tlapě a meč v druhé. Barvami univerzity jsou tmavomodrá a bronzová.
Na Lundské univerzitě byla mimo jiné vyvinuta komunikační technologie Bluetooth, pojmenovaná po králi Haraldu Modrozubovi. Mezi absolventy jsou:
- Manne Siegbahn, laureát Nobelovy ceny za fyziku
- Bertil Ohlin, laureát Nobelovy ceny za ekonomii
- Sune Bergström, laureát Nobelovy ceny za medicínu
- Arvid Carlsson, laureát Nobelovy ceny za medicínu
- Lars Hörmander, matematik, držitel Fieldsovy medaile
- Carl Linné, tvůrce biologické systematiky
- Johannes Rydberg, fyzik
- Ingvar Carlsson, švédský předseda vlády
- Hildegard Björcková, první švédská žena, která vystudovala vysokou školu